# Балошешть
Балошешть, Балошешті (рум. Baloșești) — село у повіті Тіміш в Румунії. Входить до складу комуни Томешть.
Село розташоване на відстані 333 км на північний захід від Бухареста, 82 км на схід від Тімішоари, 149 км на південний захід від Клуж-Напоки.

## Населення
За даними перепису населення 2002 року у селі проживали 140 осіб, з них 139 осіб (99,3%) румунів. Усі жителі села рідною мовою назвали румунську.